# Dominikánská 8
Dominikánská 8 je diskusní platforma pod záštitou dominikánského řádu v Praze v klášteře sv. Jiljí.
Pořádá veřejné přednášky či symposia z různých vědních oborů se vztahem ku křesťanství, kdy je vždy k určitému tématu pozván určitý počet diskutérů z různých oborů. Výstupy bývají poté zveřejňovány v Revue Salve.